# Waldemar Anton
Waldemar Anton, född 20 juli 1996 i Almalyk i Uzbekistan, är en tysk fotbollsspelare som spelar för Borussia Dortmund och Tysklands landslag.

## Klubbkarriär
Anton inledde sin seniorkarriär i Hannover 96:s andralag 2015 innan han tog plats i dess förstalag 2016. 2020 värvades han av Stuttgart. 
Den 8 juli 2024 värvades Anton av Borussia Dortmund, där han skrev på ett fyraårskontrakt.

## Landslagskarriär
Anton har representerat det tyska landslaget på U21-nivå. 2024 debuterade han i det tyska A-landslaget. Han medverkade i EM i fotboll 2024.